# Naike Rivelli
Pour les articles homonymes, voir Rivelli.
Naike Rivelli, née le 10 octobre 1974 à Munich, est une actrice et chanteuse italienne.

## Biographie
Naike Rivelli est la fille de l’actrice Ornella Muti. Naike, qui n'a jamais été reconnue par son père, porte le patronyme de sa mère, « Rivelli ». Pendant des années, elle cotoie régulièrement le cinéaste espagnol José Luis Bermúdez de Castro qui a eu une relation amoureuse avec Ornella Muti. Il est convaincu qu'il est son père, mais après un test de paternité demandé par le cinéaste, ils découvrent qu'ils nont pas de lien de parenté. Ornella Muti a déclaré plus tard qu'elle ne connaissait pas l'identité du père de Naike.
En 1996, Naike Rivelli a donné naissance à garçon prénommé Akash, le père est Christian Cetorelli. Entre 2002 et 2008, elle a été mariée à l'acteur allemand Manou Lubowski (né en 1969).
Elle a commencé sa carrière cinématographique à l'âge de seize ans, en 1990, quand elle a été choisie par Ettore Scola pour jouer dans le film Le Voyage du capitaine Fracasse. Plus tard, elle a joué des petits rôles dans des productions italiennes et internationales :  South Kensington de Carlo Vanzina, Casanova de Lasse Hallström, Open graves d'Álvaro de Armiñán et Bienvenue au sud de Luca Miniero.
Naike Rivelli a également été chanteuse pop sous le pseudonyme de Nayked. Son premier single, I Like Men, sort le 12 novembre 2010 par Universal Music. En février 2011, sort son premier album, Metamorphose Me. La sortie de l'album est suivi par un deuxième single, N-zoid. À l'automne 2013, sort le single Queen of The Dancefloor et en février 2014, le single Defaillance.
En 2011, lors de la sortie de son clip très lesbien Unspoken, elle a fait son coming out, elle révèle qu'elle est bisexuelle.

## Discographie

### Album
- 2011 - Metamorphose Me

### Singles
- 2010 - I Like Men
- 2011 - N-Zoid

### Vidéoclips
- 2001 - Libera (Renato Zero)
- 2010 - I Like Men[4]
- 2010 - Unspoken (avec Claudia Salvatori et Anastasia Rage)[5]

## Filmographie
- 1990 : Le Voyage du capitaine Fracasse, d'Ettore Scola
- 1998 : Le Comte de Monte-Cristo , mini-série de Josée Dayan : Mercedès Igualada , jeune
- 2000 : Film de Laura Belli
- 2002 : Das Jesus Video (télévision) de Sebastian Niemann : Sharon
- 2005 : Casanova de Lasse Hallström : jeune femme brune
- 2008 : Open Graves de Álvaro de Armiñán : Elena
- 2010 : Benvenuti al Sud de Luca Miniero : policière
- 2011 : Il regista del mondo
- 2012 : L'ultimo Libro : Naike
- 2017 : Dove non ho mai abitato de Paolo Franchi